# لیگ جهانی والیبال ۲۰۰۱
لیگ جهانی والیبال ۲۰۰۱ دوازدهمین دوره از رقابت‌های لیگ جهانی می‌باشد که از ۱۱ مه تا ۳۰ ژوئن برگزار شد. دور نهایی این دوره در کاتوویتسه، لهستان برگزار شد. در پایان، برزیل با غلبه بر ایتالیا به دومین عنوان قهرمانی خود در لیگ جهانی دست یافت.

## گروه‌بندی
| گلدان A                               | گلدان B                          | گلدان C                         | گلدان D                                    |
| ------------------------------------- | -------------------------------- | ------------------------------- | ------------------------------------------ |
| ایتالیا · فرانسه · اسپانیا · آرژانتین | لهستان · یونان · روسیه · ونزوئلا | یوگسلاوی · ژاپن · کوبا · پرتغال | برزیل · ایالات متحده آمریکا · هلند · آلمان |

## دور نخست

### گروه A
| رتبه | تیم      | امتیازات | برده | باخته | ست برده | ست باخته | میانگین | امتیاز برده | امتیاز باخته | میانگین |
| ---- | -------- | -------- | ---- | ----- | ------- | -------- | ------- | ----------- | ------------ | ------- |
| ۱    | ایتالیا  | ۲۱       | ۹    | ۳     | ۳۰      | ۱۵       | ۲٫۰۰۰   | ۱٬۰۵۹       | ۹۷۲          | ۱٫۰۹۰   |
| ۲    | فرانسه   | ۲۰       | ۸    | ۴     | ۲۷      | ۲۱       | ۱٫۲۸۶   | ۱٬۱۱۷       | ۱٬۰۷۴        | ۱٫۰۴۰   |
| ۳    | اسپانیا  | ۱۷       | ۵    | ۷     | ۲۳      | ۲۸       | ۰٫۸۲۱   | ۱٬۱۰۹       | ۱٬۱۴۸        | ۰٫۹۶۶   |
| ۴    | آرژانتین | ۱۴       | ۲    | ۱۰    | ۱۶      | ۳۲       | ۰٫۵۰۰   | ۱٬۰۶۷       | ۱٬۱۵۸        | ۰٫۹۲۱   |

#### نتایج گروه A
| تاریخ   |          | نتیجه |          | ست ۱  | ست ۲  | ست ۳  | ست ۴  | ست ۵  | مجموع   |
| ------- | -------- | ----- | -------- | ----- | ----- | ----- | ----- | ----- | ------- |
| ۱۱ مه   | ایتالیا  | ۳–۰   | آرژانتین | ۲۵–۱۸ | ۲۵–۱۹ | ۲۵–۱۸ | -     | -     | ۷۵–۵۵   |
| ۱۱ مه   | اسپانیا  | ۰–۳   | فرانسه   | ۱۶–۲۵ | ۲۰–۲۵ | ۲۰–۲۵ | -     | -     | ۵۶–۷۵   |
| ۱۳ مه   | اسپانیا  | ۲–۳   | فرانسه   | ۲۲–۲۵ | ۲۵–۲۰ | ۱۹–۲۵ | ۲۵–۲۳ | ۱۱–۱۵ | ۱۰۲–۱۰۸ |
| ۱۳ مه   | ایتالیا  | ۳–۰   | آرژانتین | ۲۵–۱۴ | ۲۵–۲۲ | ۲۵–۲۱ | -     | -     | ۷۵–۵۷   |
| ۱۸ مه   | اسپانیا  | ۳–۰   | ایتالیا  | ۲۵–۲۳ | ۲۵–۱۷ | ۲۶–۲۴ | -     | -     | ۷۶–۶۴   |
| ۱۸ مه   | فرانسه   | ۳–۱   | آرژانتین | ۲۱–۲۵ | ۲۷–۲۵ | ۲۵–۱۹ | ۲۵–۲۰ | -     | ۹۸–۸۹   |
| ۱۹ مه   | فرانسه   | ۱–۳   | آرژانتین | ۲۵–۲۷ | ۲۵–۲۳ | ۲۲–۲۵ | ۲۲–۲۵ | -     | ۹۴–۱۰۰  |
| ۲۰ مه   | اسپانیا  | ۲–۳   | ایتالیا  | ۲۹–۲۷ | ۲۴–۲۶ | ۱۷–۲۵ | ۲۵–۲۳ | ۱۰–۱۵ | ۱۰۵–۱۱۶ |
| ۲۵ مه   | آرژانتین | ۱–۳   | فرانسه   | ۲۲–۲۵ | ۲۶–۲۴ | ۲۸–۳۰ | ۲۲–۲۵ | -     | ۹۸–۱۰۴  |
| ۲۵ مه   | ایتالیا  | ۳–۲   | اسپانیا  | ۲۵–۲۲ | ۲۷–۲۵ | ۱۷–۲۵ | ۲۳–۲۵ | ۱۵–۱۱ | ۱۰۷–۱۰۸ |
| ۲۶ مه   | آرژانتین | ۳–۱   | فرانسه   | ۲۵–۲۰ | ۲۰–۲۵ | ۲۵–۲۲ | ۲۶–۲۴ | -     | ۹۶–۹۱   |
| ۲۷ مه   | ایتالیا  | ۳–۰   | اسپانیا  | ۲۵–۱۵ | ۲۵–۲۰ | ۲۵–۲۰ | -     | -     | ۷۵–۵۵   |
| ۱ ژوئن  | ایتالیا  | ۱–۳   | فرانسه   | ۳۰–۲۸ | ۲۰–۲۵ | ۲۰–۲۵ | ۱۹–۲۵ | -     | ۸۹–۱۰۳  |
| ۲ ژوئن  | آرژانتین | ۱–۳   | اسپانیا  | ۱۹–۲۵ | ۲۳–۲۵ | ۲۵–۲۱ | ۲۲–۲۵ | -     | ۸۹–۹۶   |
| ۳ ژوئن  | آرژانتین | ۲–۳   | اسپانیا  | ۲۳–۲۵ | ۲۱–۲۵ | ۲۵–۲۲ | ۲۸–۲۶ | ۱۲–۱۵ | ۱۰۹–۱۱۳ |
| ۳ ژوئن  | ایتالیا  | ۳–۰   | فرانسه   | ۲۵–۲۰ | ۲۵–۲۲ | ۲۵–۱۸ | -     | -     | ۷۵–۶۰   |
| ۸ ژوئن  | فرانسه   | ۳–۱   | اسپانیا  | ۲۹–۲۷ | ۲۵–۲۲ | ۱۹–۲۵ | ۲۵–۲۲ | -     | ۹۸–۹۶   |
| ۹ ژوئن  | آرژانتین | ۰–۳   | ایتالیا  | ۲۵–۲۷ | ۲۹–۳۱ | ۱۴–۲۵ | -     | -     | ۶۸–۸۳   |
| ۹ ژوئن  | فرانسه   | ۳–۱   | اسپانیا  | ۲۵–۲۰ | ۲۳–۲۵ | ۲۵–۱۷ | ۲۵–۱۷ | -     | ۹۸–۷۹   |
| ۱۰ ژوئن | آرژانتین | ۱–۳   | ایتالیا  | ۲۴–۲۶ | ۳۲–۳۰ | ۲۱–۲۵ | ۲۰–۲۵ | -     | ۹۷–۱۰۶  |
| ۱۵ ژوئن | اسپانیا  | ۳–۲   | آرژانتین | ۲۵–۱۸ | ۲۲–۲۵ | ۲۵–۲۱ | ۲۸–۳۰ | ۱۵–۱۲ | ۱۱۵–۱۰۶ |
| ۱۵ ژوئن | فرانسه   | ۱–۳   | ایتالیا  | ۲۱–۲۵ | ۲۵–۱۹ | ۲۰–۲۵ | ۱۹–۲۵ | -     | ۸۵–۹۴   |
| ۱۶ ژوئن | فرانسه   | ۳–۲   | ایتالیا  | ۲۵–۲۰ | ۱۹–۲۵ | ۱۹–۲۵ | ۲۵–۲۱ | ۱۵–۹  | ۱۰۳–۱۰۰ |
| ۱۷ ژوئن | اسپانیا  | ۳–۲   | آرژانتین | ۲۵–۲۱ | ۲۵–۲۰ | ۲۲–۲۵ | ۲۱–۲۵ | ۱۵–۱۲ | ۱۰۸–۱۰۳ |

### گروه B
| رتبه | تیم     | امتیازات | برده | باخته | ست برده | ست باخته | میانگین | امتیاز برده | امتیاز باخته | میانگین |
| ---- | ------- | -------- | ---- | ----- | ------- | -------- | ------- | ----------- | ------------ | ------- |
| ۱    | روسیه   | ۲۰       | ۸    | ۴     | ۲۸      | ۱۴       | ۲٫۰۰۰   | -           | -            | -       |
| ۲    | لهستان  | ۱۹       | ۷    | ۵     | ۲۵      | ۲۲       | ۱٫۱۳۶   | -           | -            | -       |
| ۳    | یونان   | ۱۸       | ۶    | ۶     | ۲۴      | ۲۵       | ۰٫۹۶۰   | -           | -            | -       |
| ۴    | ونزوئلا | ۱۵       | ۳    | ۹     | ۱۶      | ۳۲       | ۰٫۵۰۰   | -           | -            | -       |

#### نتایج گروه B
| تاریخ   |         | نتیجه |         | ست ۱  | ست ۲  | ست ۳  | ست ۴  | ست ۵  | مجموع   |
| ------- | ------- | ----- | ------- | ----- | ----- | ----- | ----- | ----- | ------- |
| ۱۱ مه   | روسیه   | ۳–۰   | ونزوئلا | ۲۵–۲۰ | ۲۵–۱۳ | ۲۵–۱۹ | -     | -     | ۷۵–۵۲   |
| ۱۱ مه   | لهستان  | ۳–۰   | یونان   | ۲۵–۲۱ | ۲۵–۲۲ | ۲۵–۲۱ | -     | -     | ۷۵–۶۴   |
| ۱۲ مه   | روسیه   | ۳–۰   | ونزوئلا | ۲۵–۱۷ | ۲۵–۱۸ | ۲۵–۲۱ | -     | -     | ۷۵–۵۶   |
| ۱۲ مه   | لهستان  | ۲–۳   | یونان   | ۲۵–۲۳ | ۲۶–۲۸ | ۲۲–۲۵ | ۲۷–۲۵ | ۱۵–۱۷ | ۱۱۵–۱۱۸ |
| ۱۸ مه   | لهستان  | ۱–۳   | ونزوئلا | ۱۹–۲۵ | ۲۵–۱۵ | ۲۴–۲۶ | ۲۴–۲۶ | -     | ۹۲–۹۲   |
| ۱۸ مه   | یونان   | ۳–۱   | روسیه   | ۲۵–۱۸ | ۲۷–۲۵ | ۲۲–۲۵ | ۲۵–۲۰ | -     | ۹۹–۸۸   |
| ۱۹ مه   | لهستان  | ۳–۰   | ونزوئلا | ۲۵–۲۰ | ۲۵–۱۹ | ۲۵–۲۲ | -     | -     | ۷۵–۶۱   |
| ۱۹ مه   | یونان   | ۳–۰   | روسیه   | ۲۵–۲۳ | ۲۶–۲۴ | ۲۵–۲۱ | -     | -     | ۷۶–۶۸   |
| ۲۵ مه   | لهستان  | ۱–۳   | روسیه   | ۳۳–۳۱ | ۲۳–۲۵ | ۲۱–۲۵ | ۲۳–۲۵ | -     | ۱۰۰–۱۰۶ |
| ۲۵ مه   | ونزوئلا | ۱–۳   | یونان   | ۱۹–۲۵ | ۱۷–۲۵ | ۲۵–۲۰ | ۱۹–۲۵ | -     | ۸۰–۹۵   |
| ۲۶ مه   | لهستان  | ۰–۳   | روسیه   | ۲۳–۲۵ | ۲۲–۲۵ | ۱۹–۲۵ | -     | -     | ۶۴–۷۵   |
| ۲۷ مه   | ونزوئلا | ۲–۳   | یونان   | ۱۸–۲۵ | ۲۶–۲۴ | ۲۶–۲۴ | ۲۱–۲۵ | ۸–۱۵  | ۹۹–۱۱۳  |
| ۱ ژوئن  | روسیه   | ۱–۳   | یونان   | ۲۲–۲۵ | ۲۳–۲۵ | ۲۵–۲۱ | ۲۳–۲۵ | -     | ۹۳–۹۶   |
| ۱ ژوئن  | ونزوئلا | ۲–۳   | لهستان  | ۲۰–۲۵ | ۲۰–۲۵ | ۲۵–۲۲ | ۲۵–۲۳ | ۱۲–۱۵ | ۱۰۲–۱۱۰ |
| ۲ ژوئن  | روسیه   | ۳–۱   | یونان   | ۲۵–۱۸ | ۲۵–۲۱ | ۲۲–۲۵ | ۲۵–۱۳ | -     | ۹۷–۷۷   |
| ۳ ژوئن  | ونزوئلا | ۲–۳   | لهستان  | ۲۳–۲۵ | ۲۰–۲۵ | ۲۵–۲۳ | ۳۲–۳۰ | ۱۴–۱۶ | ۱۱۴–۱۱۹ |
| ۸ ژوئن  | ونزوئلا | ۰–۳   | روسیه   | ۱۴–۲۵ | ۲۱–۲۵ | ۱۳–۲۵ | -     | -     | ۴۸–۷۵   |
| ۸ ژوئن  | یونان   | ۰–۳   | لهستان  | ۱۸–۲۵ | ۱۹–۲۵ | ۱۹–۲۵ | -     | -     | ۵۶–۷۵   |
| ۹ ژوئن  | یونان   | ۱–۳   | لهستان  | ۲۱–۲۵ | ۲۵–۲۱ | ۲۲–۲۵ | ۲۴–۲۶ | -     | ۹۲–۹۷   |
| ۱۰ ژوئن | ونزوئلا | ۰–۳   | روسیه   | ۱۱–۲۵ | ۱۸–۲۵ | ۱۳–۲۵ | -     | -     | ۴۲–۷۵   |
| ۱۵ ژوئن | روسیه   | ۳–۰   | لهستان  | ۲۵–۱۹ | ۲۵–۱۴ | ۲۵–۱۹ | -     | -     | ۷۵–۵۲   |
| ۱۵ ژوئن | یونان   | ۲–۳   | ونزوئلا | ۳۱–۲۹ | ۲۵–۱۹ | ۲۳–۲۵ | ۳۲–۳۴ | ۱۲–۱۵ | ۱۲۳–۱۲۲ |
| ۱۶ ژوئن | روسیه   | ۲–۳   | لهستان  | ۲۵–۱۱ | ۲۰–۲۵ | ۲۵–۲۲ | ۲۳–۲۵ | ۱۴–۱۶ | ۱۰۷–۹۹  |
| ۱۶ ژوئن | یونان   | ۲–۳   | ونزوئلا | ۲۳–۲۵ | ۲۳–۲۵ | ۲۵–۲۰ | ۲۵–۲۰ | ۱۸–۲۰ | ۱۱۴–۱۱۰ |

### گروه C
| رتبه | تیم      | امتیازات | برده | باخته | ست برده | ست باخته | میانگین | امتیاز برده | امتیاز باخته | میانگین |
| ---- | -------- | -------- | ---- | ----- | ------- | -------- | ------- | ----------- | ------------ | ------- |
| ۱    | کوبا     | ۲۲       | ۱۰   | ۲     | ۳۲      | ۱۰       | ۳٫۲۰۰   | -           | -            | -       |
| ۲    | یوگسلاوی | ۲۲       | ۱۰   | ۲     | ۳۱      | ۱۱       | ۲٫۸۱۸   | -           | -            | -       |
| ۳    | ژاپن     | ۱۵       | ۳    | ۹     | ۱۵      | ۲۸       | ۰٫۵۳۶   | -           | -            | -       |
| ۴    | پرتغال   | ۱۳       | ۱    | ۱۱    | ۵       | ۳۴       | ۰٫۱۴۷   | -           | -            | -       |

#### نتایج گروه C
| تاریخ   |          | نتیجه |          | ست ۱  | ست ۲  | ست ۳  | ست ۴  | ست ۵  | مجموع   |
| ------- | -------- | ----- | -------- | ----- | ----- | ----- | ----- | ----- | ------- |
| ۱۱ مه   | کوبا     | ۳–۰   | پرتغال   | ۲۵–۱۵ | ۲۵–۲۱ | ۲۵–۲۳ | -     | -     | ۷۵–۵۹   |
| ۱۲ مه   | ژاپن     | ۰–۳   | یوگسلاوی | ۱۷–۲۵ | ۲۲–۲۵ | ۲۴–۲۶ | -     | -     | ۶۳–۷۶   |
| ۱۲ مه   | کوبا     | ۳–۰   | پرتغال   | ۲۵–۲۰ | ۲۵–۱۶ | ۲۵–۱۸ | -     | -     | ۷۵–۵۴   |
| ۱۳ مه   | ژاپن     | ۱–۳   | یوگسلاوی | ۲۷–۲۵ | ۱۹–۲۵ | ۲۳–۲۵ | ۱۶–۲۵ | -     | ۸۵–۱۰۰  |
| ۱۸ مه   | کوبا     | ۳–۰   | ژاپن     | ۲۵–۲۰ | ۲۵–۲۱ | ۲۵–۱۴ | -     | -     | ۷۵–۵۵   |
| ۱۹ مه   | پرتغال   | ۰–۳   | یوگسلاوی | ۲۱–۲۵ | ۱۴–۲۵ | ۲۵–۲۷ | -     | -     | ۶۰–۷۷   |
| ۱۹ مه   | کوبا     | ۳–۱   | ژاپن     | ۲۵–۱۷ | ۲۵–۱۷ | ۲۴–۲۶ | ۲۵–۲۳ | -     | ۹۹–۸۳   |
| ۲۰ مه   | پرتغال   | ۰–۳   | یوگسلاوی | ۱۴–۲۵ | ۱۵–۲۵ | ۱۶–۲۵ | -     | -     | ۴۵–۷۵   |
| ۲۵ مه   | کوبا     | ۳–۱   | یوگسلاوی | ۲۵–۲۰ | ۲۵–۲۳ | ۳۳–۳۵ | ۲۵–۲۳ | -     | ۱۰۸–۱۰۱ |
| ۲۶ مه   | پرتغال   | ۰–۳   | ژاپن     | ۱۶–۲۵ | ۲۳–۲۵ | ۲۰–۲۵ | -     | -     | ۵۹–۷۵   |
| ۲۶ مه   | کوبا     | ۳–۰   | یوگسلاوی | ۲۵–۲۱ | ۲۶–۲۴ | ۲۵–۱۹ | -     | -     | ۷۶–۶۴   |
| ۲۷ مه   | پرتغال   | ۳–۱   | ژاپن     | ۲۶–۲۴ | ۲۱–۲۵ | ۲۹–۲۷ | ۲۵–۲۳ | -     | ۱۰۱–۹۹  |
| ۱ ژوئن  | یوگسلاوی | ۳–۰   | پرتغال   | ۲۵–۱۱ | ۲۵–۲۱ | ۲۵–۱۵ | -     | -     | ۷۵–۴۷   |
| ۲ ژوئن  | ژاپن     | ۰–۳   | کوبا     | ۱۹–۲۵ | ۱۵–۲۵ | ۲۳–۲۵ | -     | -     | ۵۷–۷۵   |
| ۳ ژوئن  | ژاپن     | ۱–۳   | کوبا     | ۲۵–۲۲ | ۲۵–۲۷ | ۲۴–۲۶ | ۱۳–۲۵ | -     | ۸۷–۱۰۰  |
| ۳ ژوئن  | یوگسلاوی | ۳–۰   | پرتغال   | ۲۵–۱۵ | ۲۵–۱۲ | ۲۵–۱۸ | -     | -     | ۷۵–۴۵   |
| ۸ ژوئن  | یوگسلاوی | ۳–۲   | ژاپن     | ۲۵–۱۸ | ۲۵–۱۸ | ۲۷–۲۹ | ۲۳–۲۵ | ۱۵–۱۰ | ۱۱۵–۱۰۰ |
| ۹ ژوئن  | پرتغال   | ۱–۳   | کوبا     | ۲۵–۱۸ | ۱۷–۲۵ | ۱۸–۲۵ | ۲۵–۲۷ | -     | ۸۵–۹۵   |
| ۱۰ ژوئن | پرتغال   | ۰–۳   | کوبا     | ۲۵–۲۷ | ۱۷–۲۵ | ۱۷–۲۵ | -     | -     | ۵۹–۷۷   |
| ۱۰ ژوئن | یوگسلاوی | ۳–۰   | ژاپن     | ۲۵–۲۳ | ۲۵–۱۶ | ۲۵–۲۲ | -     | -     | ۷۵–۶۱   |
| ۱۵ ژوئن | یوگسلاوی | ۳–۱   | کوبا     | ۲۵–۱۶ | ۲۱–۲۵ | ۲۵–۲۰ | ۲۵–۲۲ | -     | ۹۶–۸۳   |
| ۱۶ ژوئن | ژاپن     | ۳–۱   | پرتغال   | ۲۷–۲۵ | ۲۶–۲۴ | ۲۳–۲۵ | ۲۵–۲۰ | -     | ۱۰۱–۹۴  |
| ۱۶ ژوئن | یوگسلاوی | ۳–۱   | کوبا     | ۲۲–۲۵ | ۲۵–۲۰ | ۲۵–۲۲ | ۲۵–۲۳ | -     | ۹۷–۹۰   |
| ۱۷ ژوئن | ژاپن     | ۳–۰   | پرتغال   | ۲۵–۲۳ | ۲۵–۱۸ | ۲۵–۱۲ | -     | -     | ۷۵–۵۳   |

### گروه D
| رتبه | تیم                 | امتیازات | برده | باخته | ست برده | ست باخته | میانگین | امتیاز برده | امتیاز باخته | میانگین |
| ---- | ------------------- | -------- | ---- | ----- | ------- | -------- | ------- | ----------- | ------------ | ------- |
| ۱    | برزیل               | ۲۳       | ۱۱   | ۱     | ۳۵      | ۱۱       | ۳٫۱۸۲   | -           | -            | -       |
| ۲    | هلند                | ۱۹       | ۷    | ۵     | ۲۸      | ۲۲       | ۱٫۲۷۳   | -           | -            | -       |
| ۳    | ایالات متحده آمریکا | ۱۸       | ۶    | ۶     | ۲۰      | ۲۵       | ۰٫۸۰۰   | -           | -            | -       |
| ۴    | آلمان               | ۱۲       | ۰    | ۱۲    | ۱۱      | ۳۶       | ۰٫۳۰۶   | -           | -            | -       |

#### نتایج گروه D
| تاریخ   |                     | نتیجه |                     | ست ۱  | ست ۲  | ست ۳  | ست ۴  | ست ۵  | مجموع   |
| ------- | ------------------- | ----- | ------------------- | ----- | ----- | ----- | ----- | ----- | ------- |
| ۱۱ مه   | هلند                | ۲–۳   | برزیل               | ۱۶–۲۵ | ۲۵–۲۲ | ۲۵–۲۲ | ۱۴–۲۵ | ۱۲–۱۵ | ۹۲–۱۰۹  |
| ۱۲ مه   | آلمان               | ۱–۳   | ایالات متحده آمریکا | ۳۴–۳۶ | ۲۶–۲۸ | ۲۵–۲۰ | ۲۱–۲۵ | -     | ۱۰۶–۱۰۹ |
| ۱۳ مه   | آلمان               | ۰–۳   | ایالات متحده آمریکا | ۲۳–۲۵ | ۲۲–۲۵ | ۱۰–۲۵ | -     | -     | ۵۵–۷۵   |
| ۱۳ مه   | هلند                | ۱–۳   | برزیل               | ۲۱–۲۵ | ۲۵–۲۲ | ۱۷–۲۵ | ۲۰–۲۵ | -     | ۸۳–۹۷   |
| ۱۹ مه   | ایالات متحده آمریکا | ۳–۲   | هلند                | ۲۵–۲۱ | ۲۳–۲۵ | ۲۰–۲۵ | ۲۶–۲۴ | ۲۴–۲۲ | ۱۱۸–۱۱۷ |
| ۱۹ مه   | آلمان               | ۱–۳   | برزیل               | ۲۱–۲۵ | ۱۴–۲۵ | ۲۵–۲۲ | ۲۲–۲۵ | -     | ۸۲–۹۷   |
| ۲۰ مه   | آلمان               | ۱–۳   | برزیل               | ۱۴–۲۵ | ۲۵–۱۹ | ۲۳–۲۵ | ۲۴–۲۶ | -     | ۸۶–۹۵   |
| ۲۰ مه   | ایالات متحده آمریکا | ۱–۳   | هلند                | ۲۳–۲۵ | ۲۵–۱۹ | ۲۲–۲۵ | ۲۰–۲۵ | -     | ۹۰–۹۴   |
| ۲۵ مه   | هلند                | ۳–۱   | آلمان               | ۲۵–۱۵ | ۱۶–۲۵ | ۲۵–۲۲ | ۲۵–۲۱ | -     | ۹۱–۸۳   |
| ۲۶ مه   | ایالات متحده آمریکا | ۰–۳   | برزیل               | ۲۲–۲۵ | ۱۲–۲۵ | ۱۵–۲۵ | -     | -     | ۴۹–۷۵   |
| ۲۷ مه   | هلند                | ۳–۲   | آلمان               | ۲۵–۲۲ | ۲۵–۱۶ | ۲۰–۲۵ | ۲۶–۲۸ | ۱۵–۱۰ | ۱۱۱–۱۰۱ |
| ۲۷ مه   | ایالات متحده آمریکا | ۳–۲   | برزیل               | ۱۳–۲۵ | ۲۰–۲۵ | ۲۷–۲۵ | ۲۵–۲۲ | ۱۵–۱۳ | ۱۰۰–۱۱۰ |
| ۲ ژوئن  | برزیل               | ۳–۰   | ایالات متحده آمریکا | ۲۵–۱۹ | ۲۵–۱۱ | ۲۵–۱۹ | -     | -     | ۷۵–۴۹   |
| ۲ ژوئن  | آلمان               | ۱–۳   | هلند                | ۱۹–۲۵ | ۲۵–۱۶ | ۲۳–۲۵ | ۲۱–۲۵ | -     | ۸۸–۹۱   |
| ۳ ژوئن  | برزیل               | ۳–۰   | ایالات متحده آمریکا | ۲۵–۲۲ | ۲۵–۲۳ | ۲۵–۲۳ | -     | -     | ۷۵–۶۸   |
| ۳ ژوئن  | آلمان               | ۱–۳   | هلند                | ۱۷–۲۵ | ۲۵–۲۳ | ۲۱–۲۵ | ۲۸–۳۰ | -     | ۹۱–۱۰۳  |
| ۹ ژوئن  | برزیل               | ۳–۰   | هلند                | ۲۵–۲۰ | ۲۵–۱۸ | ۲۵–۲۳ | -     | -     | ۷۵–۶۱   |
| ۹ ژوئن  | ایالات متحده آمریکا | ۳–۲   | آلمان               | ۲۵–۲۰ | ۲۵–۲۳ | ۲۳–۲۵ | ۲۲–۲۵ | ۱۵–۱۲ | ۱۱۰–۱۰۵ |
| ۱۰ ژوئن | برزیل               | ۳–۲   | هلند                | ۲۱–۲۵ | ۲۵–۱۶ | ۲۵–۲۱ | ۲۲–۲۵ | ۱۵–۱۰ | ۱۰۸–۹۷  |
| ۱۰ ژوئن | ایالات متحده آمریکا | ۳–۰   | آلمان               | ۳۲–۳۰ | ۲۵–۱۵ | ۲۵–۱۶ | -     | -     | ۸۲–۶۱   |
| ۱۵ ژوئن | هلند                | ۳–۱   | ایالات متحده آمریکا | ۲۵–۲۳ | ۲۵–۱۸ | ۲۱–۲۵ | ۲۵–۱۹ | -     | ۹۶–۸۵   |
| ۱۶ ژوئن | برزیل               | ۳–۰   | آلمان               | ۲۵–۱۸ | ۲۶–۲۴ | ۲۵–۲۱ | -     | -     | ۷۶–۶۳   |
| ۱۷ ژوئن | برزیل               | ۳–۱   | آلمان               | ۲۵–۷  | ۲۵–۱۹ | ۱۹–۲۵ | ۲۵–۱۳ | -     | ۹۴–۶۴   |
| ۱۷ ژوئن | هلند                | ۳–۰   | ایالات متحده آمریکا | ۲۵–۱۷ | ۲۹–۲۷ | ۲۵–۱۷ | -     | -     | ۷۹–۶۱   |

## دور نهایی
- میزبان:  اسپودک، کاتوویتسه، لهستان

### گروه بازی
|  | واجد شرایط برای حضور در دور نیمه‌نهایی |

#### گروه E
|      |          |          | مسابقات | مسابقات | ست‌ها | ست‌ها | ست‌ها  | امتیازها | امتیازها | امتیازها |
| رتبه | تیم      | امتیازها | برد     | باخت    | برد  | باخت | نسبت  | برد      | باخت     | نسبت     |
| ---- | -------- | -------- | ------- | ------- | ---- | ---- | ----- | -------- | -------- | -------- |
| ۱    | برزیل    | ۶        | ۳       | ۰       | ۹    | ۳    | ۳٫۰۰۰ | ۲۹۳      | ۲۴۵      | ۱٫۱۹۶    |
| ۲    | یوگسلاوی | ۴        | ۱       | ۲       | ۶    | ۶    | ۱٫۰۰۰ | ۲۷۳      | ۲۷۰      | ۱٫۰۱۱    |
| ۳    | فرانسه   | ۴        | ۱       | ۲       | ۶    | ۸    | ۰٫۷۵۰ | ۳۰۴      | ۳۲۱      | ۰٫۹۴۷    |
| ۴    | لهستان   | ۴        | ۱       | ۲       | ۴    | ۸    | ۰٫۵۰۰ | ۲۵۲      | ۲۸۶      | ۰٫۸۸۱    |

| تاریخ   |          | نتیجه |          | ست ۱  | ست ۲  | ست ۳  | ست ۴  | ست ۵  | مجموع   |
| ------- | -------- | ----- | -------- | ----- | ----- | ----- | ----- | ----- | ------- |
| ۲۵ ژوئن | یوگسلاوی | ۲–۳   | فرانسه   | ۲۵–۱۸ | ۳۱–۳۳ | ۲۶–۲۸ | ۲۵–۲۱ | ۱۱–۱۵ | ۱۱۸–۱۱۵ |
| ۲۵ ژوئن | لهستان   | ۱–۳   | برزیل    | ۲۶–۲۴ | ۱۵–۲۵ | ۲۶–۲۸ | ۱۸–۲۵ | -     | ۸۵–۱۰۲  |
| ۲۶ ژوئن | لهستان   | ۳–۲   | فرانسه   | ۲۱–۲۵ | ۲۵–۲۲ | ۱۹–۲۵ | ۲۶–۲۴ | ۱۵–۱۳ | ۱۰۶–۱۰۹ |
| ۲۶ ژوئن | یوگسلاوی | ۱–۳   | برزیل    | ۲۵–۱۹ | ۱۵–۲۵ | ۱۹–۲۵ | ۲۱–۲۵ | -     | ۸۰–۹۴   |
| ۲۷ ژوئن | لهستان   | ۰–۳   | یوگسلاوی | ۲۲–۲۵ | ۲۲–۲۵ | ۱۷–۲۵ | -     | -     | ۶۱–۷۵   |
| ۲۷ ژوئن | برزیل    | ۳–۱   | فرانسه   | ۲۵–۲۰ | ۲۵–۱۳ | ۲۲–۲۵ | ۲۵–۲۲ | -     | ۹۷–۸۰   |

#### گروه F
|      |         |          | مسابقات | مسابقات | ست‌ها | ست‌ها | ست‌ها  | امتیازها | امتیازها | امتیازها |
| رتبه | تیم     | امتیازها | برد     | باخت    | برد  | باخت | نسبت  | برد      | باخت     | نسبت     |
| ---- | ------- | -------- | ------- | ------- | ---- | ---- | ----- | -------- | -------- | -------- |
| ۱    | ایتالیا | ۵        | ۲       | ۱       | ۸    | ۴    | ۲٫۰۰۰ | ۲۸۵      | ۲۵۲      | ۱٫۱۳۱    |
| ۲    | روسیه   | ۵        | ۲       | ۱       | ۸    | ۶    | ۱٫۳۳۳ | ۳۱۲      | ۳۰۸      | ۱٫۰۱۳    |
| ۳    | کوبا    | ۵        | ۲       | ۱       | ۶    | ۶    | ۱٫۰۰۰ | ۲۷۰      | ۲۷۵      | ۰٫۹۸۲    |
| ۴    | هلند    | ۳        | ۰       | ۳       | ۳    | ۹    | ۰٫۳۳۳ | ۲۵۵      | ۲۸۷      | ۰٫۸۸۹    |

| تاریخ   |         | نتیجه |         | ست ۱  | ست ۲  | ست ۳  | ست ۴  | ست ۵  | مجموع   |
| ------- | ------- | ----- | ------- | ----- | ----- | ----- | ----- | ----- | ------- |
| ۲۵ ژوئن | هلند    | ۱–۳   | کوبا    | ۲۰–۲۵ | ۱۸–۲۵ | ۲۶–۲۴ | ۲۵–۲۷ | -     | ۸۹–۱۰۱  |
| ۲۵ ژوئن | ایتالیا | ۲–۳   | روسیه   | ۲۶–۲۴ | ۲۶–۲۸ | ۲۴–۲۶ | ۲۵–۱۸ | ۱۳–۱۵ | ۱۱۴–۱۱۱ |
| ۲۶ ژوئن | ایتالیا | ۳–۱   | هلند    | ۲۱–۲۵ | ۲۵–۱۶ | ۲۵–۲۱ | ۲۵–۱۹ | -     | ۹۶–۸۱   |
| ۲۶ ژوئن | روسیه   | ۲–۳   | کوبا    | ۲۷–۲۹ | ۲۵–۱۸ | ۲۱–۲۵ | ۲۵–۲۲ | ۱۳–۱۵ | ۱۱۱–۱۰۹ |
| ۲۷ ژوئن | روسیه   | ۳–۱   | هلند    | ۲۵–۲۳ | ۲۵–۱۹ | ۱۵–۲۵ | ۲۵–۱۸ | -     | ۹۰–۸۵   |
| ۲۷ ژوئن | کوبا    | ۰–۳   | ایتالیا | ۲۱–۲۵ | ۱۷–۲۵ | ۲۲–۲۵ | -     | -     | ۶۰–۷۵   |

### چهار نهایی
|  | نیمه‌نهایی | نیمه‌نهایی |   |          | نهایی    | نهایی |  |
|  |           |           |   |          |          |       |  |
|  | ۲۹ ژوئن   |           |   |          |          |       |  |
|  | یوگسلاوی  | 2         |   |          |          |       |  |
|  | ایتالیا   | 3         |   |          |          |       |  |
|  |           |           |   |          |          |       |  |
|  |           |           |   |          | ۳۰ ژوئن  |       |  |
|  |           |           |   |          | ایتالیا  | 0     |  |
|  |           | برزیل     | 3 |          |          |       |  |
|  |           |           |   |          |          |       |  |
|  |           |           |   |          |          |       |  |
|  |           |           |   |          | مکان سوم |       |  |
|  | ۲۹ ژوئن   | ۲۹ ژوئن   |   | ۳۰ ژوئن  | ۳۰ ژوئن  |       |  |
|  | برزیل     | 3         |   | یوگسلاوی | 0        |       |  |
|  | روسیه     | 2         |   |          | روسیه    | 3     |  |

#### نیمه‌نهایی
| تاریخ   |          | نتیجه |         | ست ۱  | ست ۲  | ست ۳  | ست ۴  | ست ۵  | مجموع   |
| ------- | -------- | ----- | ------- | ----- | ----- | ----- | ----- | ----- | ------- |
| ۲۹ ژوئن | یوگسلاوی | ۲–۳   | ایتالیا | ۲۵–۲۲ | ۲۵–۱۹ | ۲۲–۲۵ | ۲۲–۲۵ | ۱۲–۱۵ | ۱۰۶–۱۰۶ |
| ۲۹ ژوئن | برزیل    | ۳–۲   | روسیه   | ۲۵–۱۹ | ۲۵–۱۹ | ۲۴–۲۶ | ۲۳–۲۵ | ۲۰–۱۸ | ۱۱۷–۱۰۷ |

#### بازی مکان سوم
| تاریخ   |          | نتیجه |       | ست ۱  | ست ۲  | ست ۳  | ست ۴ | ست ۵ | مجموع |
| ------- | -------- | ----- | ----- | ----- | ----- | ----- | ---- | ---- | ----- |
| ۳۰ ژوئن | یوگسلاوی | ۰–۳   | روسیه | ۲۰–۲۵ | ۲۰–۲۵ | ۲۳–۲۵ | -    | -    | ۶۳–۷۵ |

#### نهایی
| تاریخ   |         | نتیجه |       | ست ۱  | ست ۲  | ست ۳  | ست ۴ | ست ۵ | مجموع |
| ------- | ------- | ----- | ----- | ----- | ----- | ----- | ---- | ---- | ----- |
| ۳۰ ژوئن | ایتالیا | ۰–۳   | برزیل | ۱۵–۲۵ | ۲۲–۲۵ | ۱۹–۲۵ | -    | -    | ۵۶–۷۵ |

## رده‌بندی نهایی
| رتبه | تیم                 |
| ---- | ------------------- |
| 1    | برزیل               |
| 2    | ایتالیا             |
| 3    | روسیه               |
| ۴    | یوگسلاوی            |
| ۵    | کوبا                |
| ۵    | فرانسه              |
| ۷    | هلند                |
| ۷    | لهستان              |
| ۹    | یونان               |
| ۹    | ژاپن                |
| ۹    | اسپانیا             |
| ۹    | ایالات متحده آمریکا |
| ۱۳   | آرژانتین            |
| ۱۳   | آلمان               |
| ۱۳   | پرتغال              |
| ۱۳   | ونزوئلا             |

| قهرمان لیگ جهانی ۲۰۰۱ |
| --------------------- |
| · برزیل · دومین عنوان |

## جوایز
- بهترین امتیاز آورنده
  -  ایوان میلیکوویچ
- بهترین اسپک زننده
  -  آندره ناسیمنتو
- بهترین دفاع کننده
  -  گوستاوو اندرس
- بهترین سرویس زننده
  -  لوئیجی مسترانجلو